# Pollimyrus nigricans
Pollimyrus nigricans és una espècie de peix de nas d'elefant migratori d'aigua dolça de la família Mormyridae, nativa de Burundi, Kenya, Tanzània, i Uganda. El seu hàbitat natural es troba en rius, aiguamolls, llacs d'aigua dolça, a més de diversos deltes interiors, i prefereix el fons fangós poc profund d'aigües properes a la vegetació; així, s'observa en les conques dels llacs Victòria, Nabugabo i Kyoga, i els rius Kiruni i l'alt Akagera, entre d'altres. Pot arribar a una grandària aproximada de 100 mm.
Respecte a l'estat de conservació, es pot indicar que d'acord amb la UICN, aquesta espècie pot catalogar-se en la categoria «Risc mínim (LC)».